# Enicospilus lieftincki
Enicospilus lieftincki là một loài tò vò trong họ Ichneumonidae.